# الذنوب
الذنوب (به لاتین: Alzounoub) یک سکونتگاه مسکونی در مالی است که در استان تومبوکتو واقع شده‌است.

## خصوصیات
الذنوب ۷٬۸۵۳ کیلومترمربع مساحت و ۲٬۹۲۳ نفر جمعیت دارد.